# Oğuloba
Oğuloba (kurd. Şahvelet) ist ein Dorf im Landkreis Diyadin der türkischen Provinz Ağrı mit 264 Einwohnern (Stand: Ende 2024). Oğuloba liegt in Ostanatolien auf 2.320 m über dem Meeresspiegel, ca. 20 km südlich von Diyadin.
Der ursprüngliche Name Oğulobas (türk. Sohnzelt) lautet Şahvelet. Die Umbenennung erfolgte nach 1945. Die Volkszählung von 1945 führt das Dorf noch mit seinem ursprünglichen Namen auf. Der Name Şahvelet ist auch beim Katasteramt registriert.
1945 betrug die Einwohnerzahl im damaligen Şahvelet 54. 1985 lebten in Oğuloba 381 Menschen und 2009 hatte die Ortschaft 316 Einwohner.
Oğuloba verfügt über eine Grundschule und eine Moschee.